# Годогані
Годогані (груз. გოდოგანი) — село в Грузії.
За даними перепису населення 2014 року в селі проживає 1462 осіб.